# Khalid Mazeed
Khalid Muneer Mazeed (arabisch خالد منير أبو بكر مزيد, DMG Ḫālid Munīr Abū Bakr Mazīd; * 24. Februar 1998) ist ein katarischer Fußballspieler.

## Karriere

### Klub
Er entstammt der ASPIRE Academy und wechselte zur Saison 2014/15 in den Kader der ersten Mannschaft des al-Duhail SC, welcher zu dieser Zeit noch Lekhwiya SC hieß. Nach drei Spielzeiten hier wechselte er, durch die Kooperation mit der ASPIRE Academy, in die vierte spanische Spielklasse zu Atlético Astorga. Nach einem halben Jahr ging er Anfang 2018 eine Liga tiefer zu Júpiter Leonés. Zur Saison 2018/19 kehrte er nach Katar zu al-Duhail zurück. Für die Spielzeiten 2019/20 und 2020/21 wurde er zum al-Wakrah SC verliehen. Nach Ende der Leihe wechselte er fest zu dem Klub.

### Nationalmannschaft
Seinen ersten Einsatz für die katarische Fußballnationalmannschaft erhielt er am 6. Dezember 2021 während des FIFA-Arabien-Pokals 2021 bei dem 3:0-Sieg über den Irak in der Gruppenphase. Hier wurde er in der 60. Minute, beim Stand von 0:0, für Ahmed Alaaeldin eingewechselt und bereitete in der 84. Minute das 2:0 durch Akram Afif vor.